# Nicholas Liverpool
Nicholas Joseph Orville Liverpool (9 de setembro de 1934 - 1 de junho de 2015) foi um político da Dominica, foi o 6º presidente do país de 2 de outubro de 2004 a 17 de setembro de 2012.
Em 1957 ele entrou na Universidade de Hull e obteve um LL.B grau (Hons.) em 1960. Ele obteve um doutorado na Universidade de Sheffield, em 1965. Ao voltar para o Caribe, ele passou por 18 anos como professor de Direito na Universidade de West Indies, em Barbados e em 1992 tornou-se reitor da mesma universidade. Ele serviu como um juiz regional e, em seguida, um juiz de tribunal no Caribe, incluindo Belize e Granada. Em 2002, foi presidente da comissão de revisão constitucional em Granada.
Ele se tornou embaixador de Dominica nos Estados Unidos em março 1998, e serviu neste cargo até 2001. 
Em julho de 2008 ele concordou em servir a um segundo mandato como presidente após a expiração do seu primeiro mandato, depois de uma nomeação conjunta de Roosevelt Skerrit como primeiro-ministro e de Earl Williams como líder da oposição.
Liverpool faleceu em 1 de junho de 2015, aos 80 anos de idade.